# Lista Gajdideja
Lista Gajdideja (w części źródeł występuje również pisownia Gajdidieja) – termin stosowany przez historyków na określenie niedatowanego dokumentu wytworzonego przez radziecką policję polityczną NKWD, zawierającego listę polskich jeńców wojennych przetrzymywanych w 1940 roku w specjalnym obozie jenieckim NKWD w Starobielsku, z których większość została zamordowana przez NKWD w Charkowie na polecenie najwyższych władz Związku Radzieckiego jako ofiary zbrodni katyńskiej.

## Historia i wykorzystanie w pracach badawczych
Listę nazwisk jeńców, noszącą tytuł Spisok ucziotnych dieł ubywszich wojennoplennych Starobielskogo łagieria NKWD SSSR (ros. Список учетных дел убывших военнопленных Старобельского лагеря НКВД СССР), sporządzili sierżant bezpieczeństwa państwowego Michaił M. Gajdidej, od końca kwietnia 1940 roku naczelnik Oddziału Specjalnego obozu w Starobielsku oraz sekretarz tego oddziału Bołdariew. Lista obejmuje 4031 pozycji, lecz ze względu na zakłócenia numeracji (powtarzające się lub opuszczone numery, powtarzane nazwiska) w rzeczywistości zawiera 3856 nazwisk. Historycy, zajmujący się zbrodnią katyńską, uważają, że wykaz ten nie jest kompletny.
Lista Gajdidieja została przekazana stronie polskiej 23 czerwca 1990 roku przez gen. Nikołaja Gołuszko, szefa KGB Ukraińskiej Socjalistycznej Republiki Radzieckiej (USRR), i jego zastępcę, gen. Grigorija Kowtuna. Wręczenie listy odbyło się w obecności przedstawicieli Ministerstwa Spraw Zagranicznych USRR oraz posłów Włodzimierza Cimoszewicza i Lecha Kozaczki, przebywających na Ukrainie wraz z delegacją Sejmu Rzeczypospolitej Polskiej pod przewodnictwem Mikołaja Kozakiewicza.
W latach 1992–1993 polski przekład listy Gajdideja został opublikowany w „Wojskowym Przeglądzie Historycznym” przez Zuzannę Gajowniczek, która dokonała weryfikacji danych zawartych w dokumencie. W późniejszym okresie lista Gajdideja stała się jednym z materiałów źródłowych wykorzystanych przez zespół pod kierunkiem Jędrzeja Tucholskiego w trakcie opracowywania Księgi Cmentarnej Polskiego Cmentarza Wojennego w Charkowie wydanej w 2003 roku.